# Hoghiz
Hoghiz é uma comuna romena localizada no distrito de Brașov, na região histórica da Transilvânia. A comuna possui uma área de 174.16 km² e sua população era de 5172 habitantes segundo o censo de 2007.